# Smlouva o všeobecném zákazu jaderných zkoušek
Smlouva o všeobecném zákazu jaderných zkoušek (CTBT z anglického Comprehensive Nuclear-Test-Ban Treaty) je multilaterální smlouva o zákazu zkušebních testů jaderných zbraní a jakýchkoli jiných jaderných výbuchů pro civilní i vojenské účely ve všech prostředích. Byla přijata Valným shromážděním OSN dne 10. září 1996, ale nevstoupila v platnost, protože smlouvu osm zemí neratifikovalo.

## Historie
Hnutí za mezinárodní kontrolu jaderných zbraní začalo v roce 1945 žádostí Kanady a Spojeného království o konferenci na toto téma. V červnu 1946 Bernard Baruch, emisar prezidenta Harryho S. Trumana, navrhl Baruchův plán Komisi pro atomovou energii OSN, která požadovala mezinárodní systém kontrol výroby atomové energie. Plán, který by sloužil jako základ americké jaderné politiky do 50. let, byl Sovětským svazem odmítnut jako americký trik k upevnění své jaderné dominance.
Mezi jadernou zkouškou Trinity 16. července 1945 a podepsáním Smlouvy o částečném zákazu zkoušek (PTBT) 5. srpna 1963 bylo provedeno 499 jaderných zkoušek. Hlavní příčinou pro vznik PTBT, předchůdce CTBT, byly rostoucí obavy veřejnosti ohledně radioaktivního spadu z podvodních a atmosférických jaderných testů, zejména testů silných termonukleárních zbraní (vodíkových bomb). Značnou pozornost obdržel test Castle Bravo 1. března 1954, protože detonace vyústila v radioaktivní spad, který se rozšířil do obydlených oblastí a způsobil onemocnění skupině japonských rybářů. V letech 1945 až 1963 provedly USA 215 atmosférických testů, Sovětský svaz provedl 219, Spojené království provedlo 21 a Francie je provedla 3.
V roce 1954, po testu Castle Bravo, vydal ministerský předseda Jawaharlal Nehru z Indie první výzvu k „dohodě o zastavení“ testování, což bylo brzy opakováno Britskou labouristickou stranou. Jednání o úplném zákazu testů, především zahrnujících USA, Spojené království a Sovětský svaz, začala v roce 1955 na návrh sovětského vůdce Nikity Chruščova. Primárním zájmem po celou dobu jednání, která by se protáhla až do července 1963, byl systém ověřování dodržování zákazu testů a odhalování nezákonných testů. Na západní straně panovaly obavy, že Sovětský svaz bude schopen obejít jakýkoli zákaz zkoušek a tajně poskočit vpřed v závodech v jaderném zbrojení. Tyto obavy byly zesíleny po americkém výstřelu Rainier z 19. září 1957, který byl první podzemní zkouškou jaderné zbraně. Ačkoli USA měly významnou výhodu v podzemních testovacích schopnostech, existovaly obavy, že Sovětský svaz bude schopen skrytě provádět podzemní testy během zákazu testů, protože podzemní detonace bylo obtížnější odhalit než testy nad zemí. Neshoda ohledně ověřování by vedla k tomu, že by angloameričtí a sovětští vyjednavači opustili všeobecný zákaz zkoušek ve prospěch částečného zákazu, který by byl dokončen 25. července 1963. PTBT, ke kterému se připojilo 123 států, zakázalo detonace pro vojenské a civilní účely pod vodou, v atmosféře a ve vesmíru.
PTBT měl smíšené výsledky. Po přijetí smlouvy sice následoval podstatný pokles koncentrace radioaktivních částic v atmosféře, jaderné testování ale nebylo zastaveno a pokračovalo ve formě podzemních testů. Americké a sovětské podzemní testování navíc pokračovalo ve vypouštění radioaktivního plynu do atmosféry. Od roku 1964 do roku 1996, roku přijetí CTBT, bylo provedeno odhadem 1 377 podzemních jaderných testů. Finální pozemní (atmosférický nebo podvodní) test provedla Čína v roce 1980.
PTBT byla považována za krok směrem ke Smlouvě o nešíření jaderných zbraní (NPT) z roku 1968, která na ní přímo odkazovala. Podle NPT bylo státům bez jaderných zbraní zakázáno držet, vyrábět a získávat jaderné zbraně nebo jiná jaderná výbušná zařízení s výjimkou mírového využití. Všichni signatáři, včetně států s jadernými zbraněmi, se zavázali k cíli úplného jaderného odzbrojení. Indie, Pákistán a Izrael však odmítly NPT podepsat s odůvodněním, že taková smlouva je zásadně diskriminační, protože omezuje státy, které nemají jaderné zbraně, aniž by se snažily omezit vývoj zbraní deklarovanými státy s jadernými zbraněmi. Francie podepsání odmítla z důvodu možného omezení tamějšího civilního jaderného průmyslu. Slíbila však, že se smlouvou bude řídit, jako kdyby byla jedním se signatářů. Smlouvu Francie později podepsala spolu s Čínou v roce 1992. 
V roce 1974 byl učiněn krok ke komplexnímu zákazu testů prostřednictvím smlouvy o zákazu prahových testů (TTBT), ratifikované USA a Sovětským svazem, která zakázala podzemní testy s výbušnou silou nad 150 kilotun TNT. V dubnu 1976 oba státy dosáhly dohody o mírové smlouvě o jaderných explozích (PNET), která se týká jaderných detonací mimo místa pro ně určené diskutovaná v TTBT. Stejně jako v TTBT se USA a Sovětský svaz dohodly na zákazu mírových jaderných výbuchů (PNE) na těchto místech s výbuchem nad 150 kilotun, stejně tak i skupinové výbuchy s celkovým výbuchem přes 1500 kilotun. K ověření souladu PNET vyžaduje, aby se státy spoléhaly na národní technické prostředky ověřování, sdílely informace o explozích a poskytovaly protistranám přístup na místě. TTBT a PNET vstoupily v platnost 11. prosince 1990.
V říjnu 1977 se USA, Velká Británie a Sovětský svaz vrátily k jednání o zákazu zkoušek. Tyto tři jaderné mocnosti dosáhly na konci 70. let pozoruhodného pokroku, když se dohodly na podmínkách zákazu všech zkoušek, včetně dočasného zákazu mírových výbuchů, ale pokračující neshody ohledně mechanismů dodržování vedly k ukončení jednání před inaugurací prezidenta Ronalda Reagana v roce 1981. V roce 1985 vyhlásil sovětský vůdce Michail Gorbačov jednostranné moratorium na testování a v prosinci 1986 Reagan znovu potvrdil závazek USA sledovat dlouhodobý cíl úplného zákazu testování. V listopadu 1987 byla znovu zahájena jednání o zákazu testů, po nichž následoval společný americko-sovětský program na výzkum detekce podzemních testů v prosinci 1987.

## Vyjednávání
Vzhledem k politické situaci převládající v následujících desetiletích bylo až do konce studené války v roce 1991 dosaženo jen malého pokroku v jaderném odzbrojení. Strany PTBT uspořádaly toho roku konferenci o změnách, aby projednaly návrh na přeměnu Smlouvy na nástroj zakazující všechny zkoušky jaderných zbraní. Se silnou podporou Valného shromáždění OSN začala v roce 1993 jednání o komplexní smlouvě o zákazu zkoušek.

### Implementace

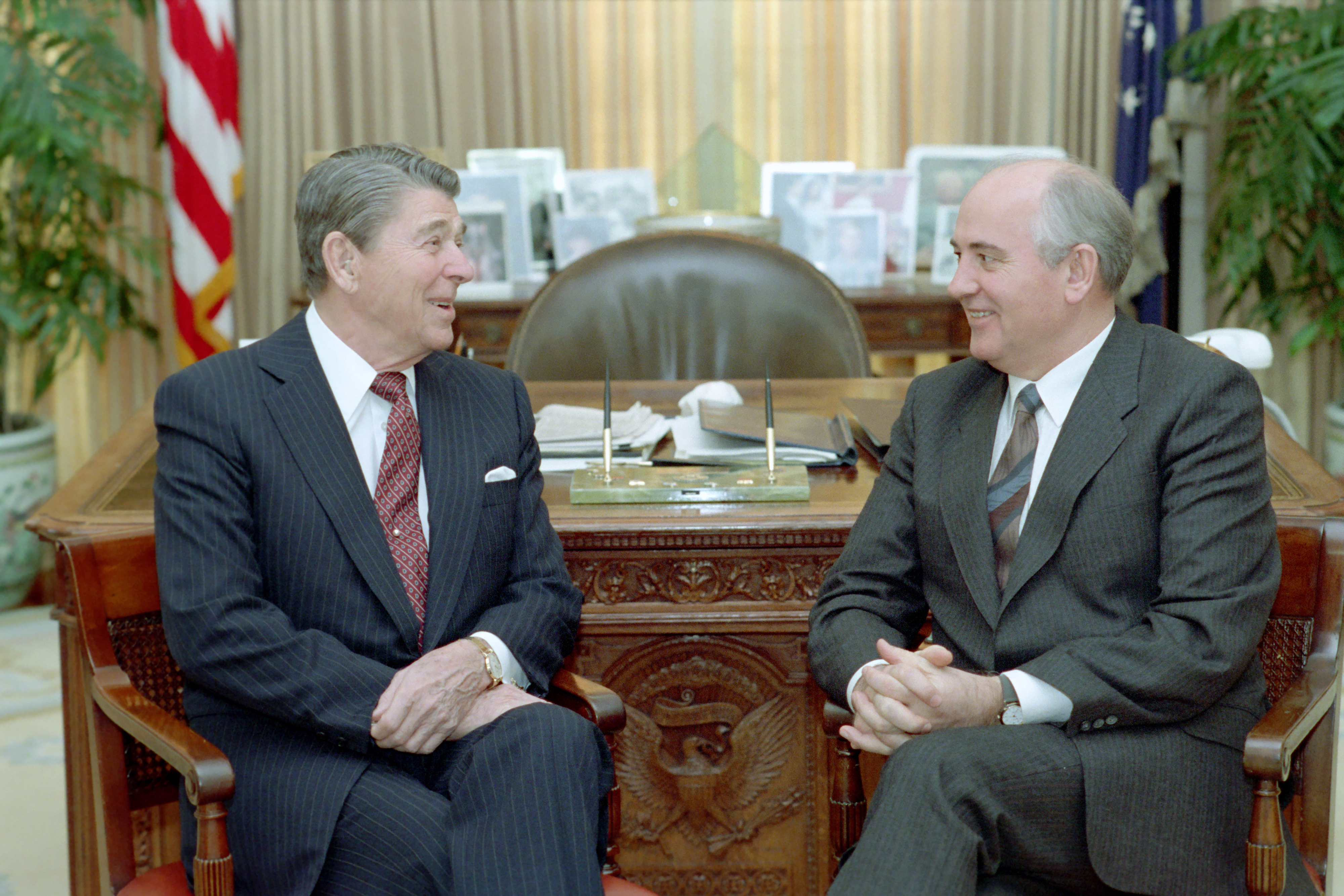
Reagan a Gorbačov, prosinec 1987

Během následujících tří let bylo vynaloženo značné úsilí na vypracování návrhu textu Smlouvy a jejích dvou příloh. Konferenci o odzbrojení, na které probíhala jednání, se však nepodařilo dosáhnout dohody ohledně přijatého textu. Pod vedením premiéra Johna Howarda a ministra zahraničí Alexandra Downera, Austrálie poté poslal text Valnému shromáždění OSN v New Yorku, kde byl předložen jako návrh rezoluce. Dne 10. září 1996 byla přijata Smlouva o všeobecném zákazu jaderných zkoušek (CTBT) velkou většinou překračující dvě třetiny členů Valného shromáždění.

### Povinnosti
Článek I:
1. Každý smluvní stát se zavazuje, že neprovede žádný zkušební výbuch jaderné zbraně ani žádný jiný jaderný výbuch a zakáže a zabrání takovému jadernému výbuchu na jakémkoli místě pod jeho jurisdikcí nebo kontrolou.
2. Každý smluvní stát se dále zavazuje, že nebude způsobovat, podporovat nebo se jakýmkoli způsobem podílet na provádění jakéhokoli zkušebního výbuchu jaderné zbraně nebo jakéhokoli jiného jaderného výbuchu.[5]

## Současný stav
Hlavní článek: Seznam účastníků Smlouvy o všeobecném zákazu jaderných zkoušek
Smlouva byla přijata Valným shromážděním Organizace spojených národů dne 10. září 1996. Ta byla otevřena k podpisu v New Yorku dne 24. září 1996. Tehdy to bylo podepsáno 71 státy, včetně pěti z osmi jaderných velmocí. K září 2023 smlouvu ratifikovalo 178 států a dalších devět států ji podepsalo, ale neratifikovalo.
Smlouva vstoupí v platnost 180 dní poté, co ji ratifikovalo 44 států uvedených v příloze 2 smlouvy. Tyto „státy přílohy 2“ jsou státy, které se účastnily jednání CTBT v letech 1994 až 1996 a v té době vlastnily jaderné elektrárny nebo výzkumné reaktory. Mezi tyto státy patří například Slovensko, nikoliv však Česká republika. Osm států přílohy 2 smlouvu neratifikovalo: Čína, Egypt, Írán, Izrael a Spojené státy smlouvu podepsaly, ale neratifikovaly. Indie, Severní Korea a Pákistán ji nepodepsaly.
Dne 18. října 2023 ruská státní duma schválila návrh zákona o zrušení ratifikace Smlouvy o všeobecném zákazu jaderných zkoušek. Důvodem je zaujetí zrcadlového postoje k USA, které Smlouvu podepsaly, ale 27 let neratifikovaly. Podpisem prezidenta vstoupil zákon 2. listopadu 2023 v platnost.